# عروة تشرينية
في الزراعة يستعمل مصطلح العروة التشرينية أو العروة الخريفية للدلالة على موسم قطاف المحصول خلال شهري تشرين الأول وتشرين الثاني. يستعمل هذا المصطلح في حالة محاصيل الخضراوات التي تزرع خلال أواخر الربيع أو الصيف (مثل البندورة والخيار).

## طالع أيضًا
- عروة صيفية